# Killian Dain
Damian Mackle (Belfast, 20 de fevereiro de 1985) é um lutador norte-irlandês de luta livre profissional, mais conhecido por seu nome de ringue Big Damo, o qual foi derivado de seu antigo nome de ringue Damian O'Connor. Atualmente atua no circuito independente. Ele é conhecido por sua passagem pela WWE, onde atuou sob o nome de Killian Dain.
Antes de se juntar à WWE, ele era mais conhecido por seu trabalho na Insane Championship Wrestling, onde ele conquistou o ICW World Heavyweight Championship. Ele também lutou por inúmeras promoções do circuito independente britânico, em toda a Europa e nos Estados Unidos incluindo Progress Wrestling, Revolution Pro Wrestling, Westside Xtreme Wrestling, Absolute Intense Wrestling, Beyond Wrestling, Premier British Wrestling, Scottish Wrestling Alliance e IPW:UK.
Em 19 de outubro de 2016, a WWE anunciou que Mackle havia assinado um contrato de desenvolvimento com a companhia e iria para o WWE Performance Center em Orlando, Flórida. Ele começou a trabalhar na marca NXT como parte do grupo Sanity, junto com Nikki Cross, Eric Young e Alexander Wolfe. Em 2018, Dain, Wolfe e Young foram draftados para o SmackDown, onde trabalharam como grupo até sua dissolução. Ele então retornou ao NXT, onde formou uma dupla com Drake Maverick, até sua demissão em junho de 2021.

## Início da vida
Mackle jogou como goleiro para o seu time de futebol universitário. Ele também jogou rugby union (até nível universitário) e basquetebol, além de ter lutado judô. Ele afirmou que, quando criança, se sentiu atraído pela luta profissional por causa das pessoas "maiores do que a vida" e a pintura facial de lutadores como Sting e The Ultimate Warrior. Ele cita o compatriota Fit Finlay como uma grande influência em seu estilo de luta e inspiração para o seu sucesso.

## Carreira na luta profissional

### Início de carreira (2005–2010)
Mackle treinou na Escócia na NWA Scotland de Robbie Brookside (agora treinador no WWE NXT). De Brookside, ele declarou; "Eu não acho que exista uma hipérbole suficiente para explicar o quão bom treinador ele é ... Não consigo pensar em um melhor treinador que conheci em qualquer esporte". Depois de treinar na NWA Scotland, Mackle estreou na Scottish Wrestling Alliance aos 20 anos sob o nome de ringue Damian O'Connor. Ele lutou originalmente na Escócia e no norte da Inglaterra como uma equipe chamada "Britain's Most Wanted" com Scott Renwick. Juntos, os dois ganharam uma variedade de torneios e títulos de duplas em promoções como SWA (4 vezes), W3L (2 vezes), SSW e 3CW. Enquanto eles nunca se separaram oficialmente, ambos se concentraram como lutadores individuais em 2009. Isso provou ser frutífero para ambos e O'Connor começou a fazer tours em sua Irlanda natal, no Reino Unido, na Europa continental e nos Estados Unidos. O'Connor ganharia os Heavyweight Titles na SWE, W3L, XWA, Pride, bem como o Laird of the Ring Title na SWA. Em 2009, O'Connor assumiu a escola de treinamento da SWA chamada de "Source Wrestling School". O'Connor treinou inúmeros lutadores, incluindo Joe Coffey, Joe Hendry e Nikki Cross.

### Circuito independente

#### Insane Championship Wrestling (2013–2016)
O'Connor lutou esporadicamente para a ICW entre 2009 e 2012 sob várias gimmicks, mas seu retorno em novembro de 2013 o fez estrear como Big Damo. Damo derrotou Chris Renfrew pelo ICW World Heavyweight Championship em Belfast no dia 27 de fevereiro de 2016, marcando a primeira vez que o título mudou de mãos fora de Glasgow e fazendo de Damo o primeiro irlandês a vencer o título. Em 31 de julho de 2016, no Shug's Hoose Party III, Damo foi derrotado por Joe Coffey em uma luta pelo título.

#### Evolve Wrestling (2014)
Em dezembro de 2014, Damo desafiou sem sucesso Drew Galloway pelo EVOLVE Championship em Inverness, Escócia.

#### Revolution Pro Wrestling (2014–2016)
Em 2014, Damo estreou na Revolution Pro Wrestling. Em 2015, ele lutou contra grandes nomes da NJPW Tomohiro Ishii, Hiroshi Tanahashi e Shinsuke Nakamura, bem como Tommaso Ciampa. Em 2016, ele lutou contra os lutadores internacionais "Speedball" Mike Bailey, Roderick Strong, Dalton Castle, Big Daddy Walter e Matt Sydal.

#### Global Force Wrestling (2015–2016)
Em outubro de 2015, Damo estreou pela Global Force Wrestling (GFW) em sua tour UK Invasion, sendo derrotado por Bram.

### Total Nonstop Action Wrestling (2016)
Em janeiro de 2016, Damo fez uma aparição na TNA de sua tour Maximum Impact no Reino Unido, onde ele sem sucesso lutou pelo TNA King of the Mountain Championship em duas ocasiões. Em 1 de março no episódio do Impact Wrestling, Damo foi derrotado por Eric Young na luta pelo KOTM. No One Night Only Joker's Wild 2016, Damo e Jimmy Havoc foram derrotados por Drew Galloway e Mike Bennett. No episódio de 8 de março do Impact Wrestling, Damo competiu em uma luta King of the Mountain que foi vencida por Eric Young.

### WWE

#### NXT (2016–2019)
Em junho de 2016, foi reportado que Mackle havia assinado um contrato com a WWE para lutar em seu território de desenvolvimento, NXT. Em 19 de outubro de 2016, foi anunciado pela WWE que Mackle havia assinado um contrato de desenvolvimento com a compania e iria para o WWE Performance Center em Orlando, Flórida. Em 4 de novembro, Mackle apareceu em um house show do NXT e fez uma promo. Em 11 de novembro, em um house show em St. Augustine, Flórida, Mackle fez a sua estréia no ringue sob o nome de ringue Damian O'Connor, derrotando Rich Swann. Ele então voltou a usar o nome de ringue Damo.
Em 7 de dezembro no episódio do NXT, Damo atacou No Way Jose e deu a entender que iria se aliar com o grupo vilão SAnitY, que geralmente atacava os lutadores mocinhos. Em janeiro de 2017, ele começou a lutar sob o nome de ringue Killian Dain. Em 18 de janeiro, Dain se juntou a SAnitY oficialmente após atacar Tye Dillinger e aceitar a jaqueta de Sawyer Fulton oferecida por Eric Young. Em 25 de fevereiro, Dain apareceu como parte da SAnitY pela primeira vez, atacando Chris Atkins sob a ordem de Eric Young. Em 8 de fevereiro no episódio do NXT, Dain fez equipe com Young e Alexander Wolfe para derrotar Tye Dillinger, No Way Jose e Roderick Strong. Na WrestleMania 33, Dain foi um dos três últimos na André the Giant Memorial Battle Royal, antes de ser eliminado pelo eventual vencedor Mojo Rawley. Em 19 de junho no episódio do NXT, Dain perdeu seu primeiro combate televisionado na WWE para Drew McIntyre, em uma luta que determinava o desafiante número um ao Campeonato do NXT.
Em 19 de agosto no NXT TakeOver: Brooklyn III, Wolfe e Young conquistaram o Campeonato de Duplas do NXT, e mais tarde Dain foi considerado campeão sob a regra Freebird, fazendo esse ser o seu primeiro título sob o banner da WWE.

## Vida pessoal
Mackle é um torcedor de longa data do clube da Premier League Manchester United e do time da NBA Orlando Magic. Ele declarou que ele acredita que o wrestling - ao contrário de outros esportes - pode ser um fator unificador para as pessoas em sua região natal de Belfast, pois não há "afiliações sectárias" na luta livre. Ele afirmou que não apoia o futebol escocês porque há "muitas conotações" com o sectarismo. Ele cresceu no que ele descreveu como uma área mista e está consciente de manter as afiliações políticas fora de sua vida pública.
É casado desde janeiro de 2019 com a também lutadora profissional Nicola Glencross, mais conhecida pelo nome de ringue Nikki Cross.

## Outras mídias
Dain fez a sua estreia em um videogame da WWE no WWE 2K18 como um personagem jogável.

## No wrestling
- Movimentos de finalização
  - Cóiste Bodhar (Lifting inverted DDT)[41]
  - Cú Chulainn's Wrath (Double underhook crossface)[41]
  - Ulster Plantation (One-handed electric chair driver)[1]
  - Van-Damo-Nator (Front corner-to-corner missile dropkick em um oponente sentado no córner)[42]
  - Corner slingshot splash - anteriormente usado como movimento secundário
- Movimentos secundários
  - Belfast Blitz (Forward fireman's carry slam seguido por um senton)
  - Belfast Bomb (Senton bomb)[41]
  - Divide (Running low crossbody)
  - Powerbomb seguido por um elbow drop
  - Rolling fireman's carry slam
  - Running front dropkick, nocauteando o oponente nos córneres
  - Running senton
- Managers
  - Eric Young
  - Nikki Cross
  - Alexander Wolfe
- Alcunhas
  - "The Beast of Belfast"
  - "The Boss of Insanity"
  - "The Hound of Ulster"
  - "Big Damo"

## Títulos e prêmios
- 3 Count Wrestling
  - 3CW Tag Team Championship (1 vez) – com Scott Renwick[5]
- Insane Championship Wrestling
  - ICW World Heavyweight Championship (1 vez)[5]
- Pride Wrestling
  - Pride Wrestling Championship (1 vez)[5]
- Pro Wrestling Illustrated
  - PWI classificou-o em #191 dos 500 melhores lutadores individuais na PWI 500 em 2017[43]
- Reckless Intent Wrestling
  - Reckless Intent Hardcore Championship (1 vez)
  - Reckless Intent Heavyweight Championship (1 vez)
- Scottish Wrestling Alliance
  - SWA Laird of the Ring Championship (1 vez)[5]
  - SWA Tag Team Championship (6 vez) – com Scott Renwick (4), Pete O'Neil (1) e Micken (1)[5]
- Scottish Wrestling Entertainment
  - SWE Heavyweight Champion (1 vez)
- What Culture Pro Wrestling
  - WCPW Championship (1 vez)[44]
- World Wide Wrestling League
  - W3L Heavyweight Champion (1 vez)[5]
  - W3L Tag Team Championship (1 vez) – with Scott Renwick[5]
  - W3L Heavyweight Title Tournament (2011)
- WWE NXT
  - NXT Year-End Award (1 vez) 
    - Tag Team of the Year (Dupla do Ano) (2017) – com Alexander Wolfe e Eric Young[45]
- X Wrestling Alliance
  - XWA British Heavyweight Champion (1 vez)[5]
  - XWA British Heavyweight Title Tournament (2014)